# Anemone hupehensis
Anemone hupehensis е вид покритосеменно растение от семейство Лютикови (Ranunculaceae). Използват се като декоративни растения, като най-популярен е вариететът японска анемона (Anemone hupehensis var. japonica).

## Разпространение
Видът е разпространен в Източна Азия. Пренесен е в Европа в началото на 20 век от италиански мисионер в китайската провинция Хъбей (откъдето идва и научното наименование hupehensis).

## Описание
Цъфтят в края на лятото и началото на есента с бели или розови цветове.